# Горіх чорний (3 шт.)
Горіх чорний (3 шт.) (Іванковецький горіх чорний) — екзотичне дерево, ботанічна пам'ятка природи місцевого значення в Україні. Зростає поблизу села Іванківці Тернопільського району Тернопільської області, у квадраті 91, виділі 3 лісового урочище «Янківці».

## Пам'ятка
Оголошений об'єктом природно-заповідного фонду рішенням виконкому Тернопільської обласної ради № 829 від 28 грудня 1970 року. Перебувають у віданні ДП «Тернопільське лісове господарство».

## Характеристика
Площа — 0,06 га.
Під охороною — 3 дерева горіха чорного віком 80 років і діаметром 72-82 см. Цінні в зеленому господарстві.